# Săcuieu
Săcuieu es una comuna de Rumania, en el distrito de Cluj. Su población en el censo de 2002 era de 1.640 habitantes.
- Datos: Q13580249

1. ↑  Worldpostalcodes.org,código postal n.º 407495.